# تل سیتی (ایندیانا)
تل سیتی، ایندیانا (به انگلیسی: Tell City, Indiana) یک شهر در ایالات متحده آمریکا با جمعیت ۷٬۲۷۲ نفر است که در ایندیانا واقع شده‌است.

## موقعیت جغرافیایی
موقعیت جغرافیایی شهرها و مناطق اطراف به شرح زیر است: